# ستيفن هاسبند
ستيفن هاسبند (بالإنجليزية: Stephen Husband)‏ (29 أكتوبر 1990 في المملكة المتحدة - ) هو لاعب كرة قدم بريطاني في مركز الوسط. لعب مع دونفرملين أثلتيك وستوكبورت كونتي وكيلتي هارتز ونادي بلاكبول وهارت أوف ميدلوثيان وفورفار أثلتيك ‏ ونادي كاودينبيث لكرة القدم ونادي ليفينغستون لكرة القدم.

## وصلات خارجية
- ستيفن هاسبند على موقع قاعدة بيانات كرة القدم.إي يو (الإنجليزية)
- ستيفن هاسبند على موقع Soccerbase.com (لاعب) (الإنجليزية)